# ミズーリ (装甲艦)
CSS ミズーリ （Missouri）は南北戦争中のアメリカ連合国海軍（南部海軍）の外輪装甲艦で、ミシシッピ川支流のレッド川で活動した。しかし、レッド川の水位の不足から、戦争のほとんどの期間ルイジアナ州シュリーブポート付近に留まっていた。1865年6月にアメリカ合衆国海軍（北部海軍）に降伏、11月には売却された。

## 概要
ミズーリは全長183フィート (55.8 m)、全幅53フィート8インチ (16.4 m)、喫水8フィート6インチ (2.6 m)であった。砲郭部の長さは130フィート6インチ (39.8 m)と、ほぼ艦の全長におよんでいた。直径22フート6インチ (6.9 m)の外輪の下部は装甲されていたが、上部8フィート4インチ (2.5 m)は砲郭の上に突き出ており無装甲であった。艦尾の外輪は、蒸気船グランド・エラから取り外した蒸気機関2基で駆動され、エンジンに高圧蒸気を供給するために4基のボイラーが使用されたが、煙突は1本にまとめられていた。艦の最高速度は6マイル毎時 (5.2 kn)であった。
ミズーリの装甲板は鉄道用のT型レール（平底レール）を交互に上下を逆にして並べたもので、23-インチ (580 mm)厚の松材に打ち付けられていたが、それぞれの間には隙間があり、完全に一体化した装甲とまではいえなかった。砲郭の側面は、装甲レールは斜めに取り付けられていたが、前後部分では垂直に取り付けられていた。装甲は水上だけでなく、水中6フィート (1.8 m)にまで及んでいた。砲郭は約30度傾斜していた。艦前後の甲板もレールで装甲されていた。砲郭前方には操舵室があり、砲郭上面から約19インチ (480 mm)突き出ていた。船体は生材で作られており、浸水を防ぐために木綿でコーキングされていた。舵は3枚あったが、艦尾外輪のために操艦は難しかった。
砲郭には、艦首に2箇所、舷側に3箇所ずつ、合計8箇所の砲門があったが、艦載砲は3門であった。11インチダールグレン滑腔砲が右舷前部に取り付けられていた。この砲は艦首右側または右舷前方の砲門を使用して砲撃を行うことが出来た。11インチ砲の重量は約16,000ポンド (7,300 kg)で、重量136-ポンド (61.7 kg)の砲弾を、仰角15度で3,650ヤード (3,340 m)飛ばすことが出来た。旧式の32ポンド要塞砲が、左舷前方に取り付けられた。南北戦争前に製造された32ポンド砲の種類は多く、制式に要塞砲とされた32ポンド砲はないため、この砲の性能は不明である。3門目は9インチダールグレン砲で、旋回式の砲架に載せられており、後部舷側の4箇所の砲門を使用できた。9インチ砲の重量は約9,200ポンド (4,200 kg)で、 72.5-ポンド (32.9 kg)の砲弾を仰角15度で3,357ヤード (3,070 m)飛ばせた。

## 建造と軍務
1862年10月3日、アメリカ連合国海軍省は、シュリーブポートにおいて1隻または複数の装甲艦を建造することを認めた。11月1日にジョナサン・カーター少佐が2隻の建造契約を結んだ。翌月には竜骨が据付けられ、1863年4月14日に進水した。就役は1863年0月12日であり、ミズーリの名称が与えられたが、レッド川の高水位季節はすでに終わっていた。チャールズ・フォントレロイ中佐がミズーリの艦長に任命されたが、彼はカーターに対して「このぼろ艦が沈むことを願う」、「可能ならばこの艦での任務はお断りだ」と述べている。レッド川の水位低下のため、1864年初旬に行われたレッド川方面作戦には何の寄与もできなかった。9月になって、カーター大尉はミズーリとCSS ウェブ（CSS Webb）の乗員を使ってUSS らトラー（USS Rattler）の拿捕を試みたが失敗している。
1865年3月、川の水位が上がりミズーリは初めてシュリーブポートを離れることをできた。4月8日にルイジアナ州アレクザンドリア（Alexandria）に到着し、町の防衛のためそこに投錨した。6月3日、カーターは北軍に対して降伏したが、南軍装甲艦のうち最後に降伏した艦となった。装甲が剥がされた後、11月29日にミズーリは競売で売却された。

## 参考資料
- Koehler, R. B.; Dean Stehman (1987). “Question 17/86”. Warship International (Toledo, Ohio: International Naval Research Organization) XXIV (2):  210–11. ISSN 0043-0374.
- Olmstead, Edwin; Stark, Wayne E.; Tucker, Spencer C. The Big Guns: Civil War Siege, Seacoast, and Naval Cannon. Alexandria Bay, New York: Museum Restoration Service. ISBN 0-88855-012-X
- Silverstone, Paul H. (2006). Civil War Navies 1855-1883. The U.S. Navy Warship Series. New York: Routledge. ISBN 0-415-97870-X
- Still, William N., Jr. (1985). Iron Afloat: The Story of the Confederate Armorclads (Reprint of the 1971 ed.). Columbia, SC: University of South Carolina Press. ISBN 0-87249-454-3
- United States, Naval War Records Office (1917). Official Records of the Union and Confederate Navies in the War of the Rebellion. Series I. Volume 27: Naval Forces on Western Waters (January 1, 1865 - September 6, 1865); Supply Vessels (January 1, 1865 - September 6, 1865). Washington, D. C.: Government Printing Office